# Лахино
Лахино — деревня в Рамешковском районе Тверской области.

## География
Находится в восточной части Тверской области на расстоянии приблизительно 8 км на юг-юго-запад по прямой от районного центра поселка Рамешки на левом берегу реки Медведица.

## История
Известна с 1627—1629 годов как пустошь. В 1678 году уже деревня. В середине XIX века в русской владельческой деревне Лахино 61 двор, в 1887—110, в 1936 — 70 хозяйств. В советское время работали колхозы «Верный путь», «Борьба» и совхоз «Рамешковский». В 2001 году в деревне 28 домов постоянных жителей и 24 — собственность наследников и дачников. До 2021 входила в сельское поселение Высоково Рамешковского района до их упразднения.

## Население
Численность населения: 403 человека (1859 год), 624 (1887, 2/3 -русские, остальные карелы), 290 (1936), 65 (1989), 53 (карелы 74 %) в 2002 году, 23 в 2010.